# William, It Was Really Nothing
| Críticas profissionais | Críticas profissionais |
| Avaliações da crítica  | Avaliações da crítica  |
| Fonte                  | Avaliação              |
| ---------------------- | ---------------------- |
| Allmusic               | [ 1 ]                  |

"William, It Was Really Nothing" é uma canção da banda britânica The Smiths. Apresentando os lados B "Please, Please, Please, Let Me Get What I Want" e "How Soon Is Now?", foi lançado como single em agosto de 1984 e atingiu o número 17 na parada de singles do Reino Unido. O álbum Hatful of Hollow e Louder Than Bombs inclui o álbum da canção, além de outros conjuntos de singles e compilações. A lista das 500 melhores canções de todos os tempos da revista Rolling Stone em 2004 listou a canção no número 425.
Quando a banda tocou a música no Top of the Pops, Morrissey rasgou sua camisa para revelar as palavras "MARRY ME" em seu peito ("Would you like to marry me" é um verso que está na canção).

## Criação e letra
Morrissey disse sobre a música: "Ocorreu-me que na música popular, se alguma vez houve algum disco que discutisse o casamento, eles eram sempre do ponto de vista feminino, cantoras cantando para mulheres. Nunca houve nenhuma música dizendo 'não case, permanecer solteiro, autopreservação' etc. Achei que já era hora de haver uma voz masculina falando diretamente com outro homem dizendo que o casamento era uma perda de tempo... que, na verdade, não era absolutamente nada".
Acredita-se que a música seja sobre a curta amizade de Morrissey com Billy Mackenzie, vocalista dos Associates. O álbum de compilação Double Hipness dos Associates, lançado em agosto de 2000, incluía a música "Stephen, You're Really Something", gravada por Billy MacKenzie e Alan Rankine durante a reunião da banda em 1993 como uma resposta a "William, It Was Really Nothing".

## Lista de músicas

### 7"RT166
1. "William, It Was Really Nothing" - 2:10
2. "Please, Please, Please, Let Me Get What I Want" - 1:50

1. "William, It Was Really Nothing" - 2:10
2. "How Soon Is Now?" - 6:43

### 12"RTT166/CDRTT166CD
1. "William, It Was Really Nothing" - 2:10
2. "How Soon Is Now?" - 6:43
3. "Please, Please, Please Let Me Get What I Want" - 1:50

## Posição nas paradas musicais
| Parada                                | Melhor posição |
| ------------------------------------- | -------------- |
| Irlanda (IRMA)                        | 8              |
| Reino Unido (Official Charts Company) | 17             |